# El Álamo, Badiraguato
El Álamo är en ort i Mexiko.   Den ligger i kommunen Badiraguato och delstaten Sinaloa, i den västra delen av landet, 1 100 km nordväst om huvudstaden Mexico City. El Álamo ligger 274 meter över havet och antalet invånare är 111.
Terrängen runt El Álamo är kuperad åt sydost, men åt nordväst är den platt. El Álamo ligger nere i en dal. Runt El Álamo är det mycket glesbefolkat, med 6 invånare per kvadratkilometer. Närmaste större samhälle är Badiraguato, 11,1 km söder om El Álamo. I omgivningarna runt El Álamo växer huvudsakligen savannskog.